# Paracordyloporus mollis
Paracordyloporus mollis är en mångfotingart som beskrevs av Carl Graf Attems 1952. Paracordyloporus mollis ingår i släktet Paracordyloporus och familjen Chelodesmidae. Inga underarter finns listade i Catalogue of Life.